# Kaja Rysz
Kaja Rysz, née le 10 avril 1999 à Rymanów-Zdrój, est une coureuse cycliste professionnelle polonaise.

## Biographie
Kaja Rysz effectue ses saisons juniors au sein de l'équipe Mat Atom Deweloper basée à Wrocław, à l'issue desquelles elle passe professionnelle au sein de la même structure en 2018.  Au cours de ses premières années, elle n'obtient aucun résultat notable. Sa meilleure performance est une dixième place sur la Flèche des 2 Districts en 2022. 
Pour la saison 2023, elle rejoint l'équipe britannique Lifeplus Wahoo. Elle participe alors à son premier grand tour, à savoir le Tour de France Femmes, où elle abandonne à la 5e étape. Elle poursuit avec l'équipe Lifeplus Wahoo pour la saison 2024, où elle s'illustre notamment sur 3e étape du Tour de Pologne qu'elle termine à la 3e place. Son équipe cesse ses activités à la fin de cette saison 2024, elle se retrouve donc sans contrat.
Elle est alors recrutée par la WorldTeam suisse Roland. Le statut de son équipe lui permet de participer plus fréquemment à des épreuves World Tour. C'est ainsi qu'elle finit à la 10e place de Gand-Wevelgem.
Après le Tour du Salvador, qu'elle termine à la 50e place, son équipe reste sur place pour participer à 3 courses d'un jour. Elle remporte la troisième, à savoir le Grand Prix Suf City, au sprint devant les Italiennes Laura Tomasi et Sara Fiorin,.

## Palmarès sur route

### Par années
- 2025
  - Grand Prix Suf City El Salvador

### Résultats sur les grands tours

#### Tour de France
2 participations :
- 2023 : abandon (5e étape)
- 2025 : 101e

### Classements mondiaux
| Année                                 | 2019 | 2020 | 2021 | 2022 | 2023 | 2024 |
| ------------------------------------- | ---- | ---- | ---- | ---- | ---- | ---- |
| Classement UCI                        | 929e | nc   | nc   | 683e | 343e | 314e |
| UCI World Tour                        | nc   | nc   | nc   | nc   | 175e | 253e |
|                                       |      |      |      |      |      |      |
| Légende : nc = non classéSource : UCI |      |      |      |      |      |      |